# Волшебная страна (фильм)
«Волше́бная страна́» (англ. Finding Neverland) — биографическая драма режиссёра Марка Форстера о создателе Питера Пэна, Джеймсе Барри, выпущенная в 2004 году. Посвящена его дружбе с семьёй Ллевелин-Дэвис, вдохновившей его на создание пьесы о Питере Пэне.
Сценаристом, адаптировавшим пьесу Аллана Ни «Человек, который был Питером Пэном», выступил Дэвид Мэги.
Фильм получил 7 номинаций на 77-й церемонии вручения премии Оскар.
Картина послужила источником вдохновения для одноименного мюзикла 2012 года.

## Сюжет
В начале фильма мы видим, как на сцене ставится пьеса Джеймса Барри, которая с треском проваливается. Отношения с женой после этого у Барри портятся, однако оба они пытаются это скрыть. Гуляя однажды по парку, Джеймс знакомится с семьёй Дэвис: Сильвией и её четырьмя детьми. Самым заметным для Джеймса стал третий по возрасту сын Сильвии, Питер, который после смерти отца мечтал поскорее вырасти, так как думал, что взрослым легче перенести боль утраты. Джеймс сближается с мальчиками и их матерью, Питер же всячески старается отдалиться от него, потому что думает, что Джеймс хочет заменить им отца, однако в скором времени они становятся хорошими друзьями. Дружба с Дэвисами отразилась на творчестве Барри, он начинает писать новую пьесу, которую называет «Питер Пэн». Вначале режиссёр-постановщик и актёры признали пьесу «просто кошмарной», однако отказаться не смогли, так как их убедила уверенность Барри в будущем успехе.
Неожиданно заболевает Сильвия, она начинает жутко кашлять и слабеет с каждым днём, но сдавать анализы отказывается. В конце концов, лишь когда её старший сын повредил руку и потребовал, чтобы она показалась врачу, или он не даст осмотреть себя доктору, Сильвия узнаёт, что смертельно больна. На премьеру «Питера Пэна» пошёл только Питер, остальные остались дома. Мать Сильвии, которая недолюбливала Джеймса, уже готова была признать, что ошибалась в нём, если он придёт навестить Сильвию, но по её словам: «После ошеломляющей премьеры, вряд ли ты будешь ему нужна, Сильвия». Однако она ошиблась, Джеймс не только пришёл к больной, но и устроил в её доме маленькую постановку «Питера Пэна». Увидев Волшебную страну, Сильвия даже расцвела и нам показывают, как она в красивом платье шагает по зелёной лужайке той самой волшебной страны…
Следующий кадр: мы видим похороны Сильвии и узнаём, что по завещанию опека делится между матерью Сильвии и Джеймсом, который недавно развёлся с женой. Бабушка мальчиков говорит, что сама сможет справиться с внуками, на что Барри отвечает: «Неужели вы думаете, что я смогу их бросить?».
В финале Джеймс подсаживается на скамейку рядом с Питером, и мальчик показывает свою рукопись пьесы, на которую его вдохновил Джеймс. Пьеса довольно неплоха, но в середине фильма мальчик от ярости порвал её, а в конце мы узнаём, что Сильвия склеила все листы и вернула сыну. Мальчик спрашивает Джеймса, почему мама умерла, на что тот отвечает, что не знает, однако Питер всегда сможет найти её в Волшебной стране, если только поверит в неё. Последняя фраза: Питер говорит, что видит маму, и Джеймс обнимает его, ласково называя «своим мальчиком». В следующем кадре оба исчезают, как бы переносясь в Волшебную страну.

## В ролях
| Актёр            | Роль                  |
| ---------------- | --------------------- |
| Джонни Депп      | сэр Дж. М. Барри      |
| Кейт Уинслет     | Сильвия Ллуэлин Дэвис |
| Фредди Хаймор    | Питер Ллуэлин Дэвис   |
| Дастин Хоффман   | Чарльз Фроман         |
| Ник Рауд         | Джордж Ллуэлин Дэвис  |
| Джо Просперо     | Джек Ллуэлин Дэвис    |
| Люк Спилл        | Майкл Ллуэлин Дэвис   |
| Джули Кристи     | миссис Эмма дю Морье  |
| Рада Митчелл     | Мэри Анселл Барри     |
| Келли Макдональд | Питер Пэн             |
| Иэн Харт         | сэр Артур Конан Дойл  |

## Награды и номинации
- 2005 — премия «Оскар» за лучшую музыку к фильму (Ян Качмарек), а также 6 номинаций: лучший фильм (Ричард Глэдстайн, Нелли Беллфлауэр), лучшая мужская роль (Джонни Депп), лучший адаптированный сценарий (Дэвид Мэги), лучший монтаж (Мэтт Чиз), лучшая работа художника—постановщика (Джемма Джексон, Триша Эдвардс), лучший дизайн костюмов (Александра Бирн)
- 2005 — 5 номинаций на премию «Золотой глобус»: лучший фильм — драма, лучший режиссёр (Марк Форстер), лучшая мужская роль — драма (Джонни Депп), лучший сценарий (Дэвид Мэги), лучшая музыка к фильму (Ян Качмарек)
- 2005 — 11 номинаций на премию BAFTA: лучший фильм (Ричард Глэдстайн, Нелли Беллфлауэр), лучший режиссёр (Марк Форстер), лучшая мужская роль (Джонни Депп), лучшая женская роль (Кейт Уинслет), лучшая женская роль второго плана (Джули Кристи), лучший адаптированный сценарий (Дэвид Мэги), лучшая музыка к фильму (Ян Качмарек), лучшая операторская работа (Роберто Шэфер), лучший грим и причёски (Кристин Бланделл), лучший дизайн костюмов (Александра Бирн), лучшая работа художника—постановщика (Джемма Джексон)
- 2005 — 2 премии  «Выбор критиков»: лучший семейный фильм, лучший молодой актёр или актриса (Фредди Хаймор), а также 5 номинаций: лучший фильм, лучший режиссёр (Марк Форстер), лучшая мужская роль (Джонни Депп), лучшая женская роль второго плана (Кейт Уинслет), лучший сценарий (Дэвид Мэги)
- 2005 — 2 номинации на премию «Сатурн»: лучшая мужская роль (Джонни Депп), лучший молодой актёр или актриса (Фредди Хаймор)
- 2005 — 2 номинации на премию «Спутник»: лучшая мужская роль — драма (Джонни Депп), лучшая музыка к фильму (Ян Качмарек)
- 2005 — номинация на премию канала MTV за мужской прорыв года (Фредди Хаймор)
- 2005 — 3 номинации на премию Гильдии киноактёров США: лучшая мужская роль (Джонни Депп), лучшая мужская роль второго плана (Фредди Хаймор), лучший актёрский состав
- 2005 — номинация на премию Гильдии режиссёров США за лучшую режиссуру художественного фильма (Марк Форстер)
- 2004 — 2 премии Национального совета кинокритиков США: лучший фильм, лучшая музыка к фильму (Ян Качмарек), а также попадание в десятку лучших фильмов года
- 2004 — приз Laterna Magica Prize Венецианского кинофестиваля (Марк Форстер)

## Оценки

### Сборы
Бюджет фильма составил 25 миллионов долларов. Мировые кассовые сборы превысили 115 миллионов долларов, из которых 51 676 606 долларов — прокат США.

### Критика
На сайте Rotten Tomatoes фильм имеет рейтинг 83%, на основании 207 рецензий, со средним баллом 7,5 из 10.
В своем обзоре для The Times Венди Иде назвала фильм «обаятельным, но довольно своеобразным» и добавила: «Сочетание внутренней драмы, трагедии и бурной фантазии создаёт трогательную ностальгию».
Манола Даргис из The New York Times написала, что это «фильм, в котором запечатлены даже самые маленькие трещины. Вместо дурных привычек и моментов повседневности подобные фильмы дарят нам красоту и истории, предназначенные для того, чтобы заставить нас думать».
В обзоре от San Francisco Chronicle Мик Ласаль заметил, что фильм «заканчивается так красиво, так пронзительно и метко, что возникает большой соблазн забыть, что большая часть того, что предшествует финалу, — утомительная болтовня; что работа Джонни Деппа драгоценна, но незаметна, и что почти вся магия фильма проистекает непосредственно из сцен о пьесе Барри».
Питер Трэверс из Rolling Stone присудил фильму 3,5 из 4 звёзд и назвал его «великолепным развлечением, волшебным, а не смешным». О Джонни Деппе он сказал: «Пока рано рассуждать о том, как он вырастет как актёр».
Карина Чокано из Los Angeles Times описала фильм, как «нежно соблазнительный, по-настоящему нежный и динамичный, не будучи испорченным», и добавила: «Депп и Уинслет дают редкую комбинацию одухотворённости, приземлённости и острого, кричащего интеллекта».
В статье для газеты Tampa Bay Times Стив Персалл поставил фильму оценку «B» и прокомментировал: «Фильм, который может сохранить свое волшебство за пределами первого впечатления. Проблемы со сценарием Дэвида Мэги, на которые изначально можно было не обращать внимания — иногда медленный темп, мелодраматические повороты сюжета».

## Факты
- В числе возможных кандидатур на роль Барри первоначально рассматривалась кандидатура Джима Керри.
- Картина была готова к выходу ещё осенью 2003 года, но продюсеры «Питера Пэна» версии П. Дж. Хогана запретили её создателям использовать в диалогах фильма оригинальный текст Дж. М. Барри. В итоге заключили соглашение — выход ленты Марка Форстера переносится на год, но зато авторы получают официальное право на упоминание романа писателя.
- Джонни Депп специально изучал для этой роли шотландский акцент.
- В основу картины положена пьеса Алана Ни «Человек, который был Питером Пэном».
- Дастин Хоффман играл капитана Крюка в фильме 1991 года «Капитан Крюк» — вольном продолжении романа «Питер Пэн».